# Relaciones Chile-Portugal
Las relaciones Chile-Portugal o relaciones chileno-lusas son las relaciones internacionales entre la República de Chile y la República Portuguesa. Portugal fue el primer país del mundo en reconocer oficialmente la independencia de Chile. 

## Historia

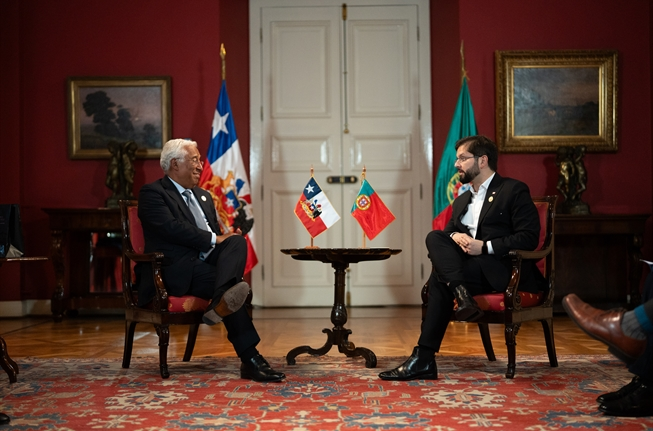
El presidente de la República de Chile, Gabriel Boric, en reunión bilateral con el primer ministro de Portugal, António Costa en el Palacio de la Moneda en 2023

Las relaciones luso-chilenas comienzan mediante un comunicado emitido el 11 de agosto de 1821 por el rey Juan VI de Portugal, en el que reconoce explícitamente a la nación sudamericana como una república libre y soberana, habiendo sido sometida con anterioridad al dominio del Imperio español y administrada bajo una Capitanía General. Para hacer llegar la información a las autoridades chilenas de la Patria Nueva, fue enviado como agente del gobierno portugués a Juan Manuel de Figueiredo, con esto se convirtió en el primer país en reconocer de manera oficial al Estado de Chile.
Luego del golpe de Estado en Chile de 1973, Portugal retiró a su Embajador en Santiago colocando en su lugar a un Cónsul Honorario, mientras que la dictadura militar de Chile por su parte y como respuesta, también estableció un consulado honorario bajo el principio de reciprocidad. Las relaciones diplomáticas quedaron restablecidas a nivel de embajadas el 26 de junio de 1989, como parte de la reacción internacional tras conocerse el resultado del plebiscito nacional de Chile de 1988.
Tanto Chile como Portugal son países miembro de la Comunidad Iberoamericana de Naciones, participando activamente en la Cumbre Iberoamericana, adicionalmente se encuentran plenamente adheridos a la Organización de Estados Iberoamericanos para la Educación, la Ciencia y la Cultura (OEI) y la Unión Latina.
Con respecto a odónimos honoríficos destacados, la Praça do Chile es una plaza ubicada en la freguesia de Arroios, en Lisboa; mientras que en Santiago de Chile, la calle Portugal es una importante vía en el centro de la ciudad, que se inicia en la intersección con la Alameda.

## Relaciones económicas
Las relaciones comerciales entre estos dos países se rigen por el Acuerdo de Asociación Económica (AAE) suscrito en 2002 entre Chile y la Unión Europea, dicho acuerdo entró en vigencia el 1 de febrero de 2003.
Durante los últimos años, Chile ha buscado equipararse en materia económica de mediano plazo a Portugal como un referente de país desarrollado, esto debido a su cercanía en algunos indicadores socioeconómicos a nivel mundial. Ambas naciones son miembros de la Organización para la Cooperación y el Desarrollo Económicos (OCDE).
En términos macroeconómicos, Chile exporta a Portugal principalmente frutas (kiwis, uvas, nueces y manzanas), pescados y mariscos (merluzas, mejillones y salmones), papeles, cartones y vino chileno, mientras que Portugal exporta hacia Chile mayoritariamente productos derivados de la madera, especialmente corchos y tableros de partículas, algunos artículos mecánicos y electrónicos (válvulas  y transformadores) y redes de textil sintético para la pesca.
En 2022, el intercambio comercial entre ambos países ascendió a los 193 millones de dólares estadounidenses, lo que supuso un -0,4% de crecimiento promedio anual en los últimos cinco años. Los principales productos exportados por Chile fueron salmones, nueces y uvas frescas, mientras que Portugal exportó mayoritariamente calentadores de agua, tapones de corcho y convertidores eléctricos.

## Misiones diplomáticas
- Chile tiene una embajada en Lisboa.
- Portugal tiene una embajada en Santiago.

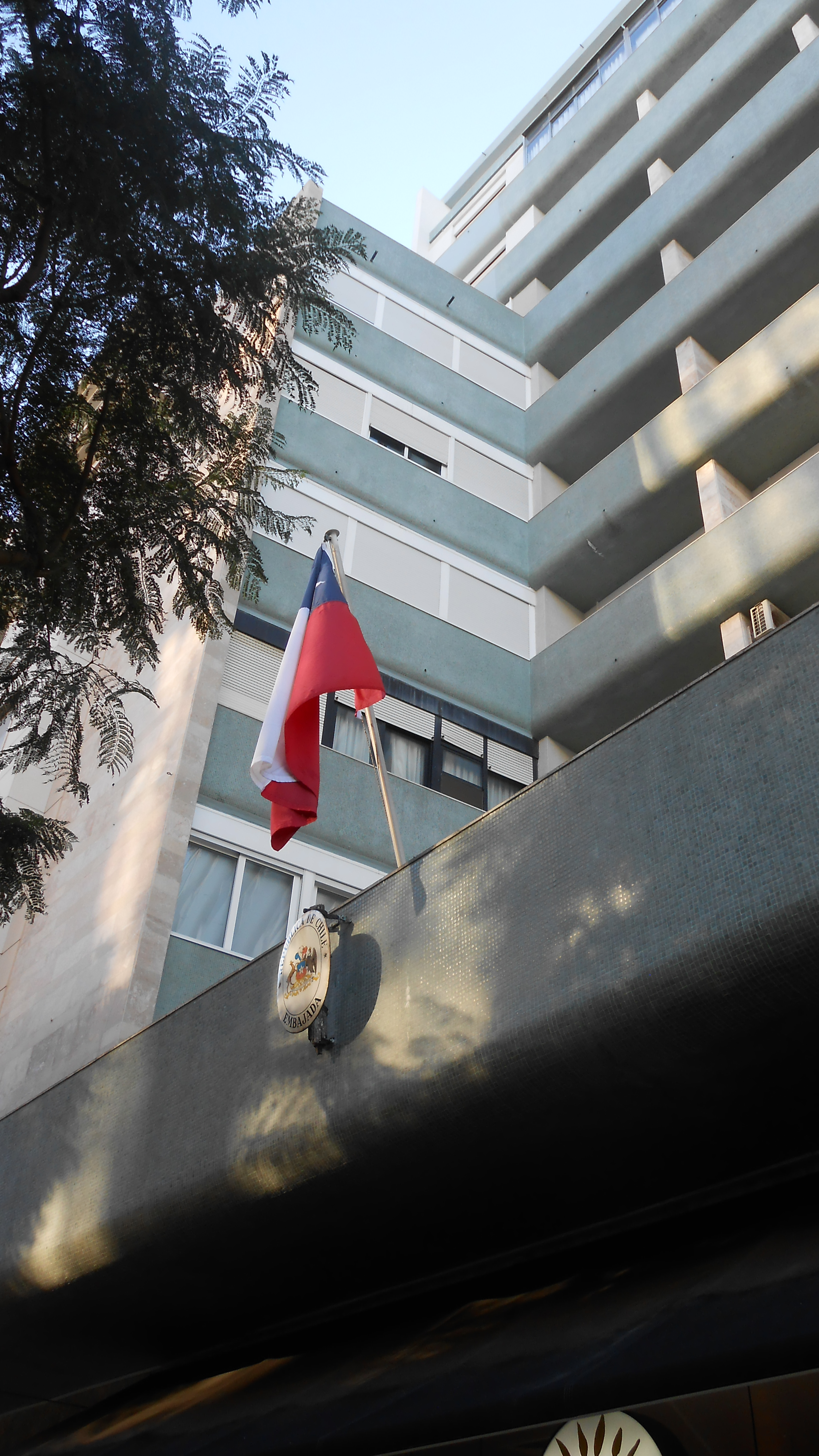
Embajada de Chile en Lisboa
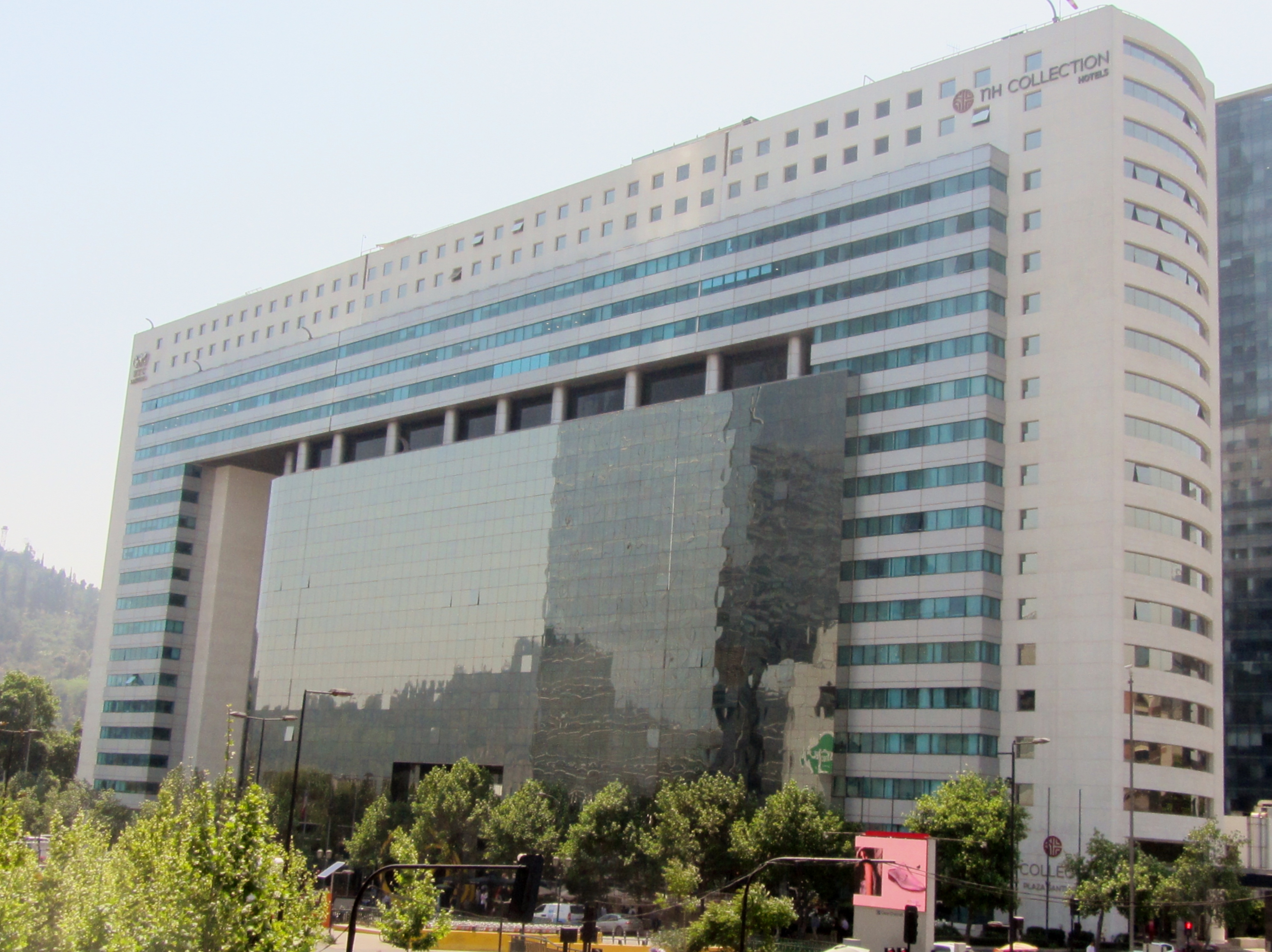
Edificio alojando a la Embajada de Portugal en Santiago